# Вільгельм Штрекер
Вільгельм Штрекер (нім. Wilhelm Strecker; 13 грудня 1890, Вінер-Нойштадт — 1955, Медлінг) — австро-угорський, австрійський і німецький офіцер, генерал-майор вермахту (30 січня 1945). Кавалер Німецького хреста в золоті.

## Біографія
Учасник Першої світової війни, після завершення якої продовжив службу в австрійській армії. Після аншлюсу 15 березня 1938 року автоматично перейшов у вермахт. З 26 серпня 1939 року — командир 3-го дивізіону 156-го артилерійського полку, з 31 жовтня 1940 року — всього полку. З 10 січня 1943 року — артилерійський командир 122. З грудня 1944 року — вищий артилерійський командир 317.

## Нагороди
- Срібна і бронзова медаль «За військові заслуги» (Австро-Угорщина) з мечами
- Хрест «За військові заслуги» (Австро-Угорщина) 3-го класу з військовою відзнакою і мечами — нагороджений двічі.
- Військовий Хрест Карла
- Пам'ятна військова медаль (Австрія) з мечами
- Почесний знак «За заслуги перед Австрійською Республікою», золотий знак
- Хрест «За вислугу років» (Австрія) 2-го класу з військовою відзнакою (25 років)
- Почесний хрест ветерана війни з мечами
- Медаль «За вислугу років у Вермахті» 4-го, 3-го, 2-го і 1-го класу (25 років)
- Залізний хрест 2-го і 1-го класу
- Німецький хрест в золоті (29 січня 1942)